# Али Габр
Али Габр Габр Мосад (арап. علي جبر مسعد, романизовано Ali Gabr Gabr Mossad; Александрија, 1. јануар 1989) професионални је египатски фудбалер који игра у одбрани на позицији центархалфа. 
За сениорску репрезентацију Египта игра од 2014. године.

## Клупска каријера
Али Габри је фудбалску каријеру започео у редовима екипе Исмаилије из истоименог египатског града, одакле је потом прешао у редове Ал Итихада из Александрије. Сезону 2014/15. започиње као играч Замалека, тима са којим је исту сезону окончао са титулом првака Египта и трофејом националног купа. 
Крајем јануара 2018. одлази на шестомесечну позајмицу у енглеског премијерлигаша Вест Бромич албион, уз могућност евентуалног откупа уговора на крају сезоне. За енглески тим је током те полусезоне одиграо тек две утакмице у Б екипи. 

## Репрезентативна каријера
За сениорску репрезентацију Египта дебитовао је у квалифкационој утакмици Купа афричких нација против Сенегала 15. новембра 2014, а највећи успех остварио је на Купу афричких нација 2017. у Габону где је освојена сребрна медаља. 
На светским првенствима дебитовао је у Русији 2018. пошто је утакмицу против Уругваја играну 15. јуна започео као стартер у египатској репрезентацији. 